# شعار لاوس
يُظهر شعار جمهورية لاو الديمقراطية الشعبية الوطني ضريح فا ذات لوانج الوطني وسد وشارع أسفلتي بالإضافة إلى حقل مائي. يوجد في الجزء السفلي نصف ترس.

## التاريخ
غيير شعار النبالة في أغسطس 1991 بعد تفكك الاتحاد السوفيتي. استبدلت النجمة الحمراء الشيوعية والمطرقة والمنجل بضريح فا ذات لوانج الوطني. شعار النبالة محدد في دستور لاوس:
شعار جمهورية لاو الديمقراطية الشعبية الوطني عبارة عن دائرة في الجزء السفلي منه نصف ترس وشريط أحمر به كلمات جمهورية لاو الديمقراطية الشعبية والشعار محاط بسنابل أرز عليه شرائط حمراء عليها على اليسار السلام، الاستقلال، الديمقراطية (باللاوية: ສັນຕິພາບ ເອກະລາດ ປະຊາທິປະໄຕ) وعلى اليمين الوحدة والازدهار (باللاوية: ເອກະພາບ ວັດຖະນາຖາວອນ). توجد صورة فا ذات لوانج بين أطراف سيقان الأرز. يوجد طريق وحقل أرز وغابة وسد توليد الطاقة الكهرومائية في منتصف الدائرة.

## شعارات سابقة

الشعار أثناء الحكم الملكي (1949–1975)
1975–1991
شعار وزارة الزراعة والغابات في لاوس